# Onthophagus latipennis
Onthophagus latipennis là một loài bọ cánh cứng trong họ Bọ hung (Scarabaeidae).